# Cormac Murphy-O'Connor
Cormac Murphy-O'Connor (Reading, 24 d'agost de 1932 - Londres, 1 de setembre de 2017) fou un bisbe i cardenal anglès de l'Església Catòlica Romana, arquebisbe emèrit de Westminster i expresident de la Conferència Episcopal d'Anglaterra i Gal·les. Va ser anomenat cardenal pel Papa Joan Pau II al consistori de 2001. Va presentar la seva renúncia com a arquebisbe en arribar al seu 75è aniversari el 2007; acceptant-se el 3 d'abril de 2009, quan el Papa Benet XVI va designar Vincent Nichols com a nou arquebisbe.
En virtut del seu càrrec d'arquebisbe de Westminster, Murphy-O'Connor va ser referit de vegades el Primat d'Anglaterra i Gal·les. No obstant això, encara que els titulars dins de l'Església d'Anglaterra dels càrrecs d'arquebisbe de Canterbury i d'arquebisbe de York són anomenats el "Primat de Tota Anglaterra" i "Primat d'Anglaterra", respectivament, el títol de Primats mai no ha estat utilitzat de facto pels líders de l'Església Catòlica a Anglaterra i Gal·les.

## Biografia
Cormac Murphy-O'Connor va néixer a Reading, Berkshire, el cinquè fill de George i Ellen Murphy-O'Connor (mort el 1971), que van emigrar del comtat de Cork a Irlanda abans de la Primera Guerra Mundial i es va casar el 1921. Dos dels seus oncles, una tia, dos cosins i dos dels seus germans, Brian (mort en 2012) i Patrick, també van ser ordenats o van ser membres d'ordes religioses. El seu germà menor, John, era un oficial regular a l'Artilleria Reial que va morir d'un carcinoma de cèl·lules renals;  i té altres dos germans, James (un metge i jugador de rugbi) i Catherine. Després d'assistir al Presentation College de Reading i al Prior Park College a Bath, Murphy-O'Connor després va començar els seus estudis per al sacerdoci el 1950 al  Venerable Col·legi Anglès de Roma, on va rebre un títol en teologia. A partir de llavors, va llicenciar-se en filosofia i en Sagrada Teologia per la Pontifícia Universitat Gregoriana. Va ser ordenat el 28 d'octubre de 1956, per Valerio Cardenal Valeri. Durant la dècada següent es dedicà a la pastoral a Portsmouth i Fareham.

### Carrera eclesiàstica

#### Rector
El 1966, Murphy-O'Connor va esdevenir el secretari privat del Bisbe Derek Worlock de Portsmouth. El setembre del 1970, va ser nomenat rector de l'església de la Immaculada Concepció a Portswood, Southampton. Poc després, a finals de 1971, va ser nomenat rector del Venerable Col·legi Anglès, la seva alma mater. Com a rector va ser amfitrió de l'arquebisbe de Canterbury anglicà, Frederick Donald Coggan en la seva històrica visita al Papa Pau VI el 1977. Va ser elevat al rang de Monsenyor el 10 de març de 1972.

#### Bisbe
El 17 de novembre de 1977, Murphy-O'Connor va ser nomenat bisbe d'Arundel i Brighton pel Papa Pau VI. Va rebre la seva consagració episcopal el 21 de desembre següent de mans del bisbe Michael Bowen, amb l'arquebisbe George Dwyer i el bisbe Anthony Emery servint com co-consagradors. Va ocupar càrrecs importants entre els bisbes d'Europa i també ha estat sempre influent en el treball ecumènic; entre 1982 i 2000 va ser copresident de la Comissió Internacional Anglicà-Catòlica (ARCIC). El 2000 va rebre el Doctorat en Divinitat per l'arquebisbe de Canterbury George Carey, en reconeixement del seu treball per la unitat cristiana.

#### Arquebisbe i cardenal
Murphy-O'Connor va ser nomenat el desè arquebisbe de Westminster, i per tant, cap de l'Església Catòlica a Anglaterra i Gal·les, el 15 de febrer de 2000; al novembre d'aquell any va ser elegit president de la Conferència Episcopal d'Anglaterra i Gal·les.
Al consistori del 21 de febrer de 2001 va ser creat cardenal prevere de Santa Maria sopra Minerva pel Papa Joan Pau II.
Com a nou cardenal va ser nomenat a quatre organismes curials: la Congregació per al Culte Diví i la Disciplina dels Sagraments, l'Administració del Patrimoni de la Seu Apostòlica, el Consell Pontifici per a l'Estudi de l'organització i els problemes econòmics de la Santa Seu, i el Pontifici Consell per a la Família. També va formar part dels Consells Pontificis per a la Cultura i per als Laics, i va ser secretari de la Comissió Vox Clara que supervisà la traducció dels textos litúrgics del llatí a l'anglès.
L'agost de 2001, Murphy-O'Connor s'ha creat un Freeman de la ciutat de Londres.
El 2002, a l'Abadia de Westminster, va ser el primer cardenal en llegir oracions en un funeral reial anglès (per la Reina Mare) des de 1509. El 2002 va tenir el seu retrat per a la catedral de Westminster, realitzat per l'artista Christian Furr.
Va ser un dels cardenals electors que van participar en el conclave papal del 2005 que va elegir el Papa Benet XVI, però ja no va poder participar en el conclave de 2013 a causa de ser major de 80 anys.
El 28 octubre 2006 Murphy-O'Connor va celebrar 50 anys d'ordenació amb una missa jubilar a la catedral de Westminster.

#### Retir
Poc abans d'arribar a l'edat de jubilació obligatòria de 75 anys, Murphy-O'Connor va presentar la seva renúncia com a arquebisbe de Westminster al Papa Benet XVI, que va demanar a Murphy-O'Connor que romangués al seu càrrec "fins que opti pel contrari". Murphy-O'Connor, va dir en una carta posterior al seu clergat, «Estic molt content d'acceptar la petició del Sant Pare.» El 3 d'abril de 2009 el Papa Benet nomenat Vincent Nichols com a relleu de Murphy-O'Connor. Tots els predecessors de Murphy O'Connor van morir al càrrec, pel que és el primer a arribar a ser arquebisbe emèrit de Westminster. Ara viu a semi-retir a Duke's Avenue, Chiswick, Londres.
El 30 d'octubre de 2009, a més de les seves altres funcions a Roma, el Papa Benet va designar Murphy-O'Connor com a membre de la Congregació per als Bisbes, on va servir fins al seu 80è aniversari. És inusual per rebre tal designació després de la jubilació.
El juny de 2010, després de la publicació dels Informes Ryan i Murphy sobre els abusos per part de l'Església Catòlica a Irlanda, Murphy-O'Connor va ser nomenat, juntament amb altres per supervisar la visita apostòlica en algunes diòcesis i seminaris. Murphy-O'Connor va ser nomenat com a visitant de la diòcesi d'Armagh i les seves seus sufragànies. Es presentarà un informe a la Santa Seu sobre les mesures preses des que es van publicar els informes, i què més ha de passar.
Murphy-O'Connor, en un discurs pronunciat el 17 de maig de 2012 a la catedral anglicana de Leicester, va dir: «En nom de la tolerància em sembla que la tolerància està sent suprimida.» Va tenir paraules molt fortes pel que fa a l'efecte que els secularistes han tingut al Regne Unit. «El nostre perill a la Gran Bretanya avui en dia és que l'anomenada raó occidental afirma que per si sol ha reconegut el que és correcte i, per tant, assegura una totalitat que és hostil a la llibertat», va dir. «Ningú no està obligat a ser cristià. Però ningú ha de ser forçat a viure d'acord amb la nova religió secular com si només fos definitiva i obligatòria per a tota la humanitat.» i «La propaganda de la laïcitat i els seus alts sacerdots ens vol fer creure que la religió és perillosa per a la nostra salut. Els convé no tenir cap oposició a la seva visió d'un nou món, el món que veuen com d'alguna manera governat només per persones com ells mateixos.»

## Opinions

### Escàndol dels abusos
Murphy-O'Connor es va trobar subjecte a l'escrutini públic pel que fa a un sacerdot de la seva diòcesi quan era bisbe d'Arundel i Brighton. Durant aquest temps se li portà a la seva atenció que un sacerdot, Michael Hill, era un abusador sexual de nens. En 2000, quan O'Connor es va convertir en arquebisbe de Westminster, el cas es va donar a conèixer al públic en general.

### Resposta alSummorum Pontificum
Al novembre de 2007, Murphy-O'Connor va emetre una carta al clergat de la seva diòcesi respecte del motu proprio del Papa Benet XVI Summorum Pontificum relaxant les restriccions sobre l'ús del Missal Romà de 1962. Alguns van interpretar la carta com en contradicció amb el motu proprio que assigna als rectors el dret a concedir el permís requerit per a la celebració pública de la missa d'acord amb la versió final de la missa tridentina.
Damian Thompson, editor del Catholic Herald, va comentar que Murphy-O'Connor «començà anunciant que el propòsit del Papa en l'eliminació de les restriccions sobre la missa tridentina va ser per restaurar la unitat dins l'Església - tant per permetre que aquells que veritablement desitgen romandre en aquesta unitat i per oferir a aquells que encara no han acceptat les reformes litúrgiques i els ensenyaments del Concili Vaticà II, un camí de retorn a la plena comunió amb l'Església.»; i al seu bloc Què diu realment la pregària? el P. John Zuhlsdorf va dir que els comentaris de Murphy-O'Connor constituïen «una forma terriblement estreta i inexacta de lectura les disposicions del Sant Pare», i afirmà que un comentari fet per l'Arquebisbe Malcolm Ranjith, que «algunes diòcesis, fins i tot documents interpretatius que inexplicablement tenen com a objectiu posar límits al motu proprio del Papa "estan motivats per" l'orgull, un dels pecats més greus'», va ser una resposta als documents com ara el de Murphy-O'Connor.

### Prevenció de la SIDA
El 3 de desembre de 2006, Murphy-O'Connor va emetre una resposta a una declaració feta pel primer ministre, Tony Blair, en el Dia Mundial de la SIDA (1 de desembre de 2006) en què Blair va dir: «El perill és que si tenim una mena de prohibició general del religiós jerarquia dient que està malament fer-ho, llavors la gent deixi de fer-ho en circumstàncies en què necessiten per protegir les seves vides.» En resposta a això, Murphy-O'Connor va dir: «Crec que el que m'agradaria dir al primer ministre és que seria molt millor si s'utilitzen aquests diners per proporcionar més medicaments antiretrovirals per als milions de nens, dones que es veuen afectats. Em parlen els bisbes d'Àfrica i em diuen que les seves diòcesis s'inunden amb preservatius i els vaig dir: "Bé, ha afectat?" I ells em respondre: "Bé, és trist dir que ha significat més promiscuïtat i més SIDA."»

### Els immigrants il·legals
El 7 maig de 2007 Murphy-O'Connor es va dirigir a una multitud de immigrants il·legals a Trafalgar Square en suport de la Estranys en ciutadans, que està demanant el pas a la ciutadania per als treballadors indocumentats. Anteriorment havia encarregat una investigació important sobre els desafiaments pastorals dels migrants a les seves parròquies i això s'havia publicat a la primera plana en The Times i la cobertura líder internacionalment com La Planta de Justícia escrit per Francis Davis i Jolanta Stankeviciute que ara es basa en el Les Institut de Casas, Blackfriars Hall, Universitat d'Oxford.

### L'adopció gai
A principis de 2007, Murphy-O'Connor va enviar una carta a Blair per les regulacions imminents que els drets de les parelles homosexuals s'estenen a una igualtat d'oportunitats en relació amb l'adopció. Va dir que la llei obligaria la gent a «actuar en contra de l'ensenyament de l'Església i la seva pròpia consciència» respecte a les agències d'adopció catòliques i va demanar una exempció de la llei. Va continuar dient: «Creiem que seria una discriminació irraonable, innecessària i injusta contra els catòlics perquè el govern insisteix que si volen continuar treballant amb les autoritats locals, les agències d'adopció catòliques han d'actuar en contra de l'ensenyament de l'Església i la seva pròpia consciència d'estar obligats per llei a proporcionar un servei d'aquest tipus.»

### La planificació familiar
Murphy-O'Connor ha denunciat l'anticoncepció i l'avortament moltes vegades. Al febrer de 2008 va dissoldre el Concili de Sant Joan i Santa Isabel, un hospital catòlic del NHS, després que hagués permès la consulta d'un metge de capçalera per moure's com a administrador de planificació familiar.
Al febrer de 2013 Murphy-O'Connor, va dir que, si bé un canvi radical de l'ensenyament anterior no era probable, seria "prudent" centrar-se en "el que és bo i el que és veritat" sobre el matrimoni i la vida familiar al seu lloc. Va dir que l'ensenyament catòlic sobre la sexualitat ha de dirigir-se lluny de dir "condemnem això, condemnem que". «Crec que cada Papa s'enfrontarà al que cal fer front i pel que fa a l'anticoncepció crec que el Papa no diu l'Església ha estat equivocat tot el temps. Ell ha dit que hi ha maneres ... Crec que el Papa serà com qualsevol altre Papa i té, sobretot el Papa Benet, la comprensió que l'ensenyament fonamental en la sexualitat es concentra en el matrimoni, en la vida familiar. crec que l'Església seria prudent realitat per centrar-se en que en el seu ensenyament, en lloc de dir "condemnem aquest, condemnem això, o l'altra". No, centrem-nos en el que és bo i el que és veritat.»

### Llei d'embrions
El març de 2008 Murphy-O'Connor es va unir el cardenal Keith O'Brien d'Escòcia en l'oposició a la Llei d'Embriologia proposada pel Govern. El Govern havia donat instruccions als seus diputats a votar a favor del projecte, el que va enfurismar alguns parlamentaris catòlics. Murphy-O'Connor va dir: «És cert que hi ha alguns aspectes d'aquest projecte de llei en què jo crec que ha d'haver una votació lliure, perquè els catòlics i els altres volen votar segons la seva consciència.» El Govern va cedir a la pressió i es va comprometre a permetre que els parlamentaris llibertat de vot.

### L'ateisme
El 2008 Murphy-O'Connor va instar els cristians per tractar els ateus i agnòstics amb profunda estima, «perquè el Déu ocult està actiu en les seves vides, així com en les vides dels que creuen.» No obstant això, el 2009, després de parlar en la instal·lació de l'arquebisbe Vincent Nichols, va dir que la manca de fe és «el més gran dels mals.» Va culpar l'ateisme per la guerra i la destrucció, i va donar a entendre que era un mal major fins i tot que el pecat en si mateix i que els ateus «no són completament humans».

## Obres
- Cormac Murphy-O'Connor. At The Heart Of The World.  Darton Longman & Todd, 2004. ISBN 9780232524819.
- Cormac Murphy-O'Connor. A world without a father.  British Library, 2001. ISBN 9780712344302.
- Cormac Murphy-O'Connor. The Family of the Church.  Darton, Longman & Todd, 1984. ISBN 9780232516258.
- Cormac Murphy-O'Connor. The Human Face of God.  Three Peaks Press, 2005. ISBN 9781902093079.
- Commission internationale anglicane-catholique. Anglicans et catholiques: approches de l'unité.  Bayard éd.-Centurion, 2000. ISBN 9782728909322.

## Honors
Prior de la delegació de Gran Bretanya i Balí Cavaller de Gran Creu de Justícia del Sacre Orde Militar Constantinià de Sant Jordi (Casa de Borbó-Dues Sicílies)